# 王祐 (正德進士)
王祐（1468年—1553年），字顺卿，又字锡之，号南冈，南直隶建平县四都后(今岗南)人，明朝政治人物，同進士出身。

## 生平
王祐自幼聪明颖异，过目成诵。读书几年后，下笔数千言，洋洋洒洒。14岁入县儒学，弘治八年（1495年）中举，以后多次参加会试都未得中。直至参加第七次会试，于正德十二年（1517年）才中进士，敕封修职郎，初任刑部行人司右司副，单骑赴任。他赤胆忠心，廉洁奉公，克尽职守。后来朝廷因他“听断之能，曾无滞狱，奉公守法”，晋封为文林郎，升任刑部四川清吏司员外郎。在任除正常俸禄外，绝无妄取分毫不义之财，廉洁自守。后因秉公执法得罪了权贵，遂引退回乡，悠游山林。居家30多年，无事不进县署，凡关系一县之兴利除弊事，无不据理直言。每遇旱涝灾害，则捐钱捐粮赈济灾民，群众感恩戴德。居家节俭，布衣蔬食。同时尊师重教，出资办学，督导子孙勤学，后世中科举者甚多。王祐寿至85岁，卒于明嘉靖三十二年。

## 诗作
- 《休致后偶感》：

偶应采木住山房，竹外横枝带雪妆。
万点玉鳞和月砌，一真冰操却蜂狂。
莫言冷叶藏村坞，曾用和羮识庙廊。
风定寒香犹自在，任他红紫闻芬芳。

## 家族
曾祖王子讓。祖父王信。父王璲。母钱氏。永感下。兄王初。弟王禄、王禧、王祚、王禟、王祉、王襗、王褚。